# 1904년 하계 올림픽 조정 남자 싱글스컬
1904년 하계 올림픽 조정 남자 싱글스컬은 미국 세인트루이스에서 개최된 1904년 하계 올림픽 조정의 세부 종목이다. 7월 30일에 1개국에서 4명의 선수가 참가하였다.

## 경기장
1904년 하계 올림픽 조정 경기는 세인트루이스에 있는 크리브 코어 레이크에서 경기가 열렸다.
| 도시         | 경기장             | 원어명           | 비고    |
| ------------ | ------------------ | ---------------- | ------- |
| 세인트루이스 | 크리브 코어 레이크 | Creve Coeur Lake | 전 종목 |

## 경기 결과
| 순위 | 선수                  | 기록    |
| ---- | --------------------- | ------- |
| 1    | 프랭크 그리어 (USA)   | 10:08.5 |
| 2    | 제임스 주브널 (USA)   |         |
| 3    | 콘스턴스 티투스 (USA) |         |
| 4    | 데이비드 더필드 (USA) |         |

## 메달리스트
| 종목          | 금                   | 은                   | 동                     |
| ------------- | -------------------- | -------------------- | ---------------------- |
| 남자 싱글스컬 | 프랭크 그리어 · 미국 | 제임스 주브널 · 미국 | 콘스턴스 티투스 · 미국 |

## 범례
|  | 세계 신기록                  |  |                   | 아프리카 신기록 |                      | Q | 예선 통과 |
|  | 올림픽 신기록                |  | 북아메리카 신기록 | DNS             | 경기를 시작하지 않음 |   |           |
|  |                              |  | 아시아 신기록     | DNF             | 경기를 마치지 않음   |   |           |
|  | 국가 신기록                  |  | 유럽 신기록       | DSQ             | 실격                 |   |           |
|  | 개인 최고 기록 (개인 신기록) |  | 오세아니아 신기록 | WD              | 기권                 |   |           |
|  | 시즌 최고 기록 (시즌 신기록) |  | 남아메리카 신기록 | NM              | 기록 없음            |   |           |

## 참고 문헌
- 국제 올림픽 위원회 - 1904년 하계 올림픽 조정 경기 결과 (영어)
- (영어) George Seymour Lyon - 1904년 올림픽 금메달리스트
- (폴란드어) Pawel, Wudarski (1999). “Wyniki Igrzysk Olimpijskich”. 2008년 10월 14일에 원본 문서에서 보존된 문서. 2006년 12월 17일에 확인함.
- (영어) “Rowing at the 1904 St. Louis Summer Games: Men's Single Sculls”. sports-reference.com. 2011년 10월 4일에 원본 문서에서 보존된 문서. 2010년 9월 25일에 확인함.
- (영어) De Wael, Herman. “Herman's Full Olympians: "Rowing 1904".”. 2012년 11월 2일에 원본 문서에서 보존된 문서. 2010년 9월 25일에 확인함.